# أوغو سبيريتو
أوغو سبيريتو (بالإيطالية: Ugo Spirito) هو فيلسوف إيطالي، ولد في 9 سبتمبر 1896 في مدينة أريتسو وتوفي في 28 أبريل 1979 في روما. كان في البداية فيلسوفًا سياسيًا مؤيدًا للفاشية، ثم أصبح لاحقًا مفكرًا مثاليًا. بالإضافة إلى ذلك، كان أكاديميًا وأستاذًا جامعيًا

## حياته
درس اوغو سبيريتو القانون والفلسفة خلال مسيرته الأكاديمية. في البداية، كان من أنصار الفلسفة الوضعية، لكنه تخلى عن هذا التوجه في عام 1918م أثناء دراسته في جامعة سابينزا في روما، ليصبح من أتباع المثالية الفعلية التي أسسها جيوفاني جنتيلي. وبحلول سن الثانية والعشرين، أعلن سبيريتو عن نفسه كفاشي ومثالي فعلي.
ركز سبيريتو بشكل خاص على الفاشية من خلال اهتمامه بنظام النقابية، حيث ناقش هذا الموضوع بشكل موسع عبر المجلة الأكاديمية Nuovi Studi di Diritto, Economica e Politica. كتب بشكل مستفيض حول ما أطلق عليه "النقابية المتكاملة"، وهو نظام يركز على أن تكون ملكية المؤسسات الاقتصادية بيد العمال بدلاً من المساهمين. كانت هذه الأفكار أحيانًا تُفسر على أنها التزام بملكية جماعية، مما وضعه ضمن جناح الفاشية اليساري، حيث كان يدعم النقابية كوسيلة لتحقيق التأميم الشامل.